# شوچینگ
کتاب تاریخ یا کتاب رویدادها (چینی سنتی: 書經؛ چینی ساده شده: 书经؛ آوانوشت: شو چینگ یا شوجینگ- شو به معنی اسناد و چینگ به معنی «کتاب» است) مجموعه‌ای تألیف شده از رویدادهای تاریخی چین باستان است. این کتاب با نام شانگ شو (اسناد معتبر) و به اختصار شو (اسناد) خوانده می شود. این کتاب دربردارنده ۵۸ فصل است که همه بر چوب خیزران نگاشته شده بود. این کتاب از کتاب‌های اصلی آئین کنفسیوس است که آن را به شاگردانش تعلیم می‌داد.